# Імперіал (Пенсільванія)
Імперіал (англ. Imperial) — переписна місцевість (CDP) в США, в окрузі Аллегені штату Пенсільванія. Населення — 2722 особи (2020).

## Географія
Імперіал розташований за координатами 40°27′13″ пн. ш. 80°14′59″ зх. д. / 40.45361° пн. ш. 80.24972° зх. д. (40.453680, -80.249812).  За даними Бюро перепису населення США в 2010 році переписна місцевість мала площу 8,11 км², уся площа — суходіл.

## Демографія
Згідно з переписом 2010 року, у переписній місцевості мешкала 2541 особа в 1099 домогосподарствах у складі 660 родин. Густота населення становила 313 осіб/км².  Було 1198 помешкань (148/км²).
Расовий склад населення:
| - 95,6 % — білих - 2,1 % — чорних або афроамериканців - 0,8 % — азіатів - 0,2 % — корінних американців |

До двох чи більше рас належало 1,2 %. Частка іспаномовних становила 0,9 % від усіх жителів.
За віковим діапазоном населення розподілялося таким чином: 22,9 % — особи молодші 18 років, 64,5 % — особи у віці 18—64 років, 12,6 % — особи у віці 65 років та старші. Медіана віку мешканця становила 40,9 року. На 100 осіб жіночої статі у переписній місцевості припадало 98,5 чоловіків;  на 100 жінок у віці від 18 років та старших — 95,0 чоловіків також старших 18 років.
Середній дохід на одне домашнє господарство  становив 64 050 доларів США (медіана — 62 645), а середній дохід на одну сім'ю — 76 205 доларів (медіана — 71 116). За межею бідності перебувало 8,3 % осіб, у тому числі 14,4 % дітей у віці до 18 років та 17,5 % осіб у віці 65 років та старших.
Цивільне працевлаштоване населення становило 1442 особи. Основні галузі зайнятості: освіта, охорона здоров'я та соціальна допомога — 17,2 %, транспорт — 17,0 %, виробництво — 13,6 %.